# James Langstaff

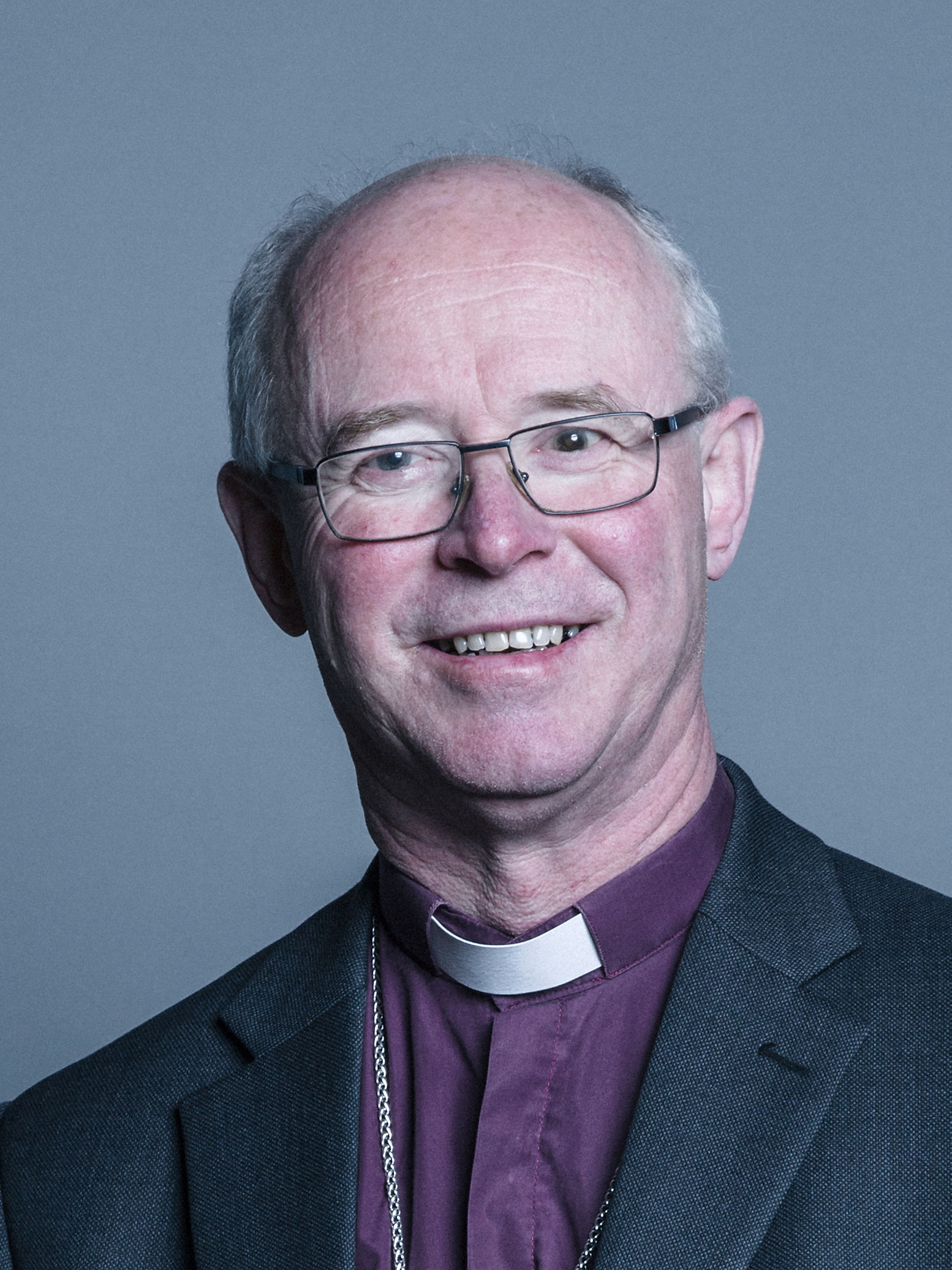
James Langstaff

James Henry Langstaff (* 27. Juni 1956) ist ein britischer anglikanischer Theologe. Er war von 2010 bis 2021 Bischof von Rochester der Church of England.
Langstaff studierte am St Catherine's College der Universität Oxford Philosophie, Politik- und Wirtschaftswissenschaft. 1981 wurde er zum Diakon geweiht; 1982 folgte die Priesterweihe. Er begann seine kirchliche Karriere von 1981 bis 1986 als Vikar (Curate) in Farnborough (Hampshire) in der Diözese Guildford. 1986 übernahm er eine Pfarrstelle (als „Priest-in-Charge“) in Duddeston mit Zuständigkeit für die Kirchengemeinde in Nechells, in der Diözese von Birmingham. 1987 wurde er dort Gemeindepfarrer („Vicar“). Von 1995 bis 1996 war er Landdekan (Rural Dean) von Birmingham City. Von 1996 bis 2000 war er Hauskaplan (Domestic Chaplain) des Bischofs von Birmingham, Mark Santer. Von 2000 bis 2004 war er Pfarrer („Rector“) an der Holy Trinity Church von Sutton Coldfield in der Diözese Birmingham. Von 2002 bis 2004 war er Bezirksdekan (Area Dean) von Sutton Coldfield.
Am 26. Juni 2004 empfing er die Bischofsweihe und war als „Bischof von Lynn“ der Suffraganbischof in der Diözese Norwich der Church of England. Am 22. Juni 2010 wurde angekündigt, dass Langstaff die Nachfolge von Michael Nazir-Ali als Bischof von Rochester übernehmen würde. Am 11. Dezember 2010 wurde er in dieses Amt eingesetzt. 2013 übernahm er zusätzlich das Amt des Bischofs für die Gefängnisse des Vereinigten Königreichs. Zum 31. Juli 2021 trat er in den Ruhestand.
Langstaff gehört in seiner Eigenschaft als Bischof von Rochester seit Februar 2014 als Geistlicher Lord dem House of Lords an.
Langstaff ist verheiratet und hat zwei Kinder, Alasdair und Helen.